# Xenophrys parallela
Xenophrys parallela är en groddjursart som först beskrevs av Robert F. Inger och Djoko Iskandar 2005.  Xenophrys parallela ingår i släktet Xenophrys och familjen Megophryidae. IUCN kategoriserar arten globalt som otillräckligt studerad. Inga underarter finns listade i Catalogue of Life.